# Abhandlungen der Geologischen Bundesanstalt, Wien
Abhandlungen der Geologischen Bundesanstalt, Wien (abreviado Abh. Geol. Bundesanst. Wien. En español podría traducirse como :Tratados del Instituto Geológico Federal de Viena) es una revista con ilustraciones y descripciones botánicas que es editada en Viena desde 1925 hasta ahora. Fue precedida por Abhandlungen der Kaiserlich-königlichen Geologischen Reichanstalt.